# Яншихово-Норвашское сельское поселение
Янши́хово-Норва́шское се́льское поселе́ние (чув. Енӗш Нӑрваш ял тӑрӑхӗ) — муниципальное образование в Янтиковском районе Чувашской Республики Российской Федерации.
Административный центр — село Яншихово-Норваши.

## История
Статус и границы сельского поселения установлены Законом Чувашской Республики от 24 ноября 2004 года № 37 «Об установлении границ муниципальных образований Чувашской Республики и наделении их статусом городского, сельского поселения, муниципального района и городского округа».

## Население
| 2010  | 2012  | 2013  | 2014  | 2015  | 2016  | 2017  |
| ----- | ----- | ----- | ----- | ----- | ----- | ----- |
| 1403  | ↗1407 | →1407 | ↗1409 | ↘1398 | ↘1343 | ↘1290 |
| 2018  | 2019  | 2020  | 2021  |       |       |       |
| ↘1273 | ↘1219 | ↘1202 | ↘1166 |       |       |       |

## Состав сельского поселения
| № | Населённый пункт | Тип населённого пункта       | Население |
| - | ---------------- | ---------------------------- | --------- |
| 1 | Норваш-Кошки     | деревня                      | ↗176      |
| 2 | Яншихово-Норваши | село, административный центр | ↗1397     |